# اکو، کمرون
اکو، کمرون (به لاتین: Ako, Cameroon) یک منطقهٔ مسکونی در کامرون است.